# 西格罗伊森
西格罗伊森（德語：Westgreußen，發音：[ˈvɛstˌɡʁɔʏsn̩]）是德国图林根州基夫霍伊瑟县的市镇，位于格罗伊森以西，面积8.46平方千米，2023年12月31日人口为363人。